# Théodore Dubois
Pour les articles homonymes, voir Dubois.
Théodore Dubois, né le 24 août 1837 à Rosnay et mort le 11 juin 1924 à Paris 17e, est un organiste, pédagogue et compositeur français.

## Biographie

### Premières années
Ses parents, Nicolas Dubois et Célinie Charbonnier ont deux enfants : Ferdinand, né en 1832, instituteur, emporté par la typhoïde, et Théodore. Vers l’âge de douze ans, il prend le gout très vif de la musique en entendant mal jouer de l’harmonium dans l’église de son village et en entendant bien jouer du grand orgue dans la cathédrale de Reims. Son grand-père François Charbonnier lui achète l’harmonium du château du village et lui fait donner des cours par le tonnelier Dissiry, organiste à Gueux. Il doit rapidement prendre des cours à Reims, auprès de Mlle Charpentier puis de l’organiste de la cathédrale, Louis Fanart. Il se rend à pied deux fois par semaine pour suivre ses cours et devient rapidement le titulaire de l’orgue de Gueux.
En 1853, il entre au Conservatoire de Paris où il suit les cours de piano d’Antoine-François Marmontel, apprend l’orgue avec François Benoist, l'harmonie et accompagnement pratique dans la classe de François Bazin et la composition avec Ambroise Thomas. Il obtient son premier prix d'harmonie et accompagnement pratique et troisième accessit de piano en 1856, son premier prix de contrepoint et fugue, premier accessit d’orgue et deuxième accessit de piano, en 1857, premier prix de contrepoint et fugue, deuxième prix d’orgue, en 1858, et son premier prix d'orgue en 1859.

### Prix de Rome
En 1859, Théodore Dubois monte en loge pour la première fois au concours du Grand Prix de Rome de composition musicale et obtient un second Grand Prix. L'année suivante, il retente le concours mais échoue. À sa troisième tentative, il remporte le Premier Grand prix de Rome avec la cantate Atala en 1861.
Après son séjour à la villa Médicis, il devient d’abord, jusqu’en 1869, maître de chapelle à l’église Sainte-Clotilde (dont il était auparavant organiste), puis à l’église de la Madeleine, jusqu’en 1877. Il succède alors à Camille Saint-Saëns au poste d’organiste de cette église.
En 1871, il est nommé professeur d’harmonie à la suite d'Antoine Elwart puis de composition en 1891 à la suite de Léo Délibes au Conservatoire de Paris et il est élu membre de l’Académie des beaux-arts au fauteuil de Charles Gounod en 1894.

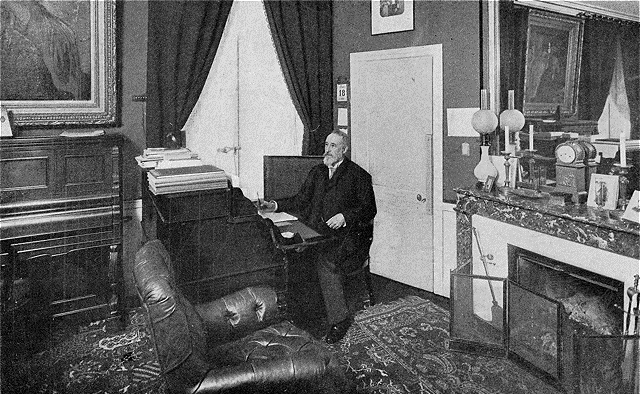
Théodore Dubois en 1905.

En 1896, il devient directeur du Conservatoire, succédant à son ancien professeur et ami Ambroise Thomas. Il y demeure jusqu’en 1905, année où il démissionne. Vers cette époque également, se développe la polémique qui suit l’exclusion de Maurice Ravel du concours d’essai au prix de Rome. La question est donc posée d’un lien entre les deux évènements, Dubois s’étant montré hostile aux musiciens de la jeune génération, trop éloignés des conceptions qui prévalent au XIXe siècle. En fait, il s’avère qu’il ne s’agit pas de démission de sa part, mais de départ à la retraite, conformément au désir souvent exprimé de se consacrer plus complètement à la composition. Son œuvre est considérable : plus de cinq-cents œuvres répertoriées au catalogue de Christine Collette-Kléo à l’université Paul-Valéry.
Il est nommé chevalier de la Légion d'Honneur le 4 août 1883, puis officier et enfin commandeur par décret du 9 avril 1903.
Sa musique, en partie produite à une époque où elle semblait déjà issue d’un siècle révolu, trouve un regain d’intérêt, grâce au Palazzetto Bru Zane, à Venise.
Néanmoins, son oratorio intitulé Les Sept Paroles du Christ en Croix, a toujours été chanté, aux États-Unis et au Québec, jusqu’à aujourd’hui, spécialement pendant la Semaine sainte.

## Vie privée
Le 20 août 1872, Théodore Dubois épouse la pianiste Jeanne Duvinage (1843-1922), dont le père a été second chef d’orchestre à l’Opéra-Comique, avant d’entrer dans l’administration des chemins de fer Paris-Lyon-Méditerranée. Ils ont deux enfants, le premier mort à neuf ans et Charles, né en 1877, membre de l’École française de Rome.

## Œuvres

### Pour la scène

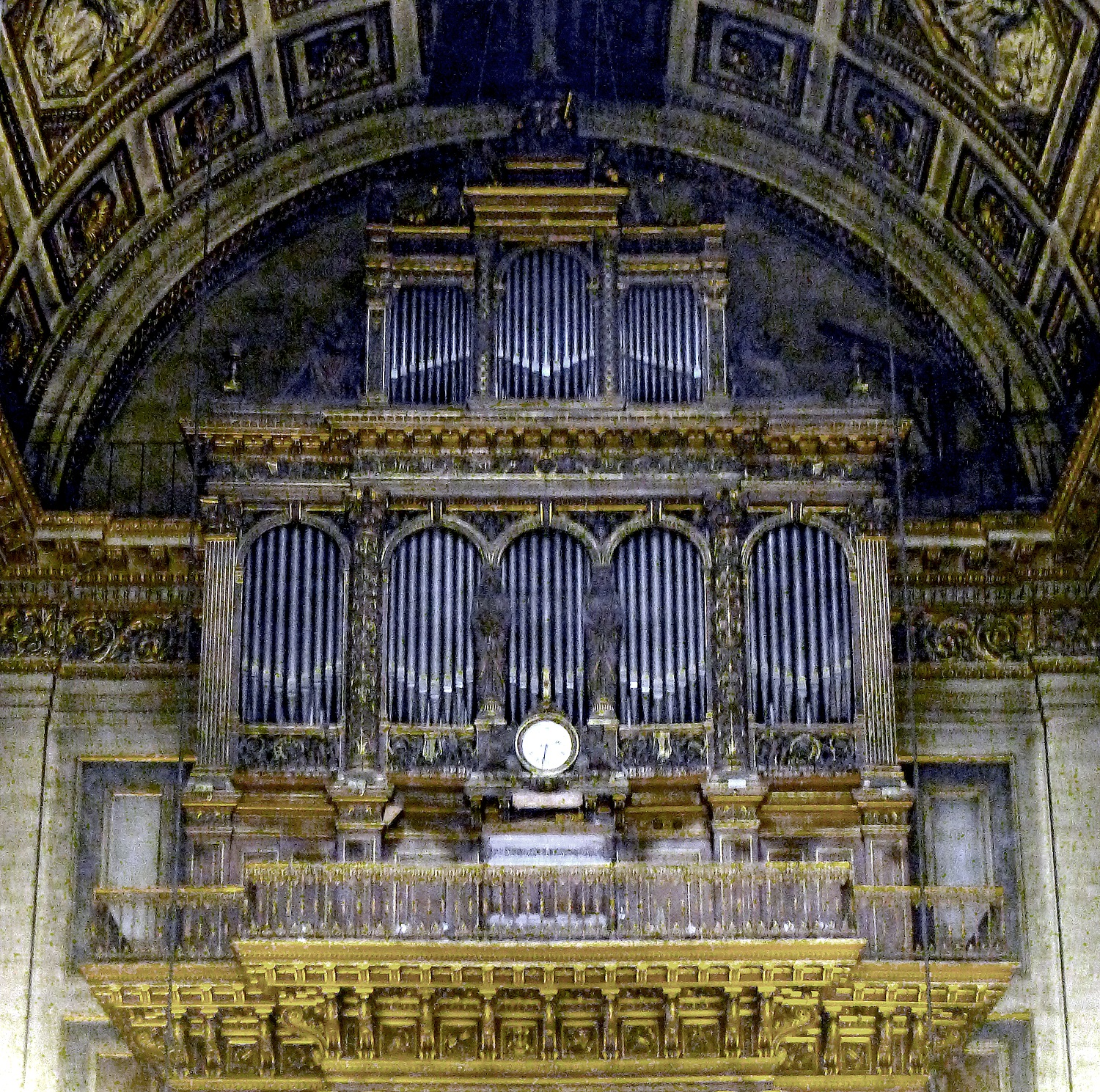
Orgue de la Madeleine.

- La prova di un' opera seria, opéra composé à Rome, non représenté (1863)
- La Guzla de l’émir, opéra-comique (Paris, 30 avril 1873)
- Le Pain bis ou La Lilloise, opéra-comique (Opéra-Comique, 26 février 1879)
- La Korrigane, ballet de Louis Mérante (Opéra, 12 janvier 1880)
- La Farandole, ballet de Louis Mérante (Opéra-Comique, 14 décembre 1883)
- Aben-Hamed, opéra (créé en italien - Théâtre du Châtelet, 16 décembre 1884)
- Frithjof, opéra (1892)
- Xavière, idylle dramatique qui se remarque par ses idées mélodiques (Opéra-Comique, 26 novembre 1895).
- Circé, opéra en 3 actes (Paris, Cirque des Champs-Élysées, 23 février 1896)
- Miguela, opéra-comique (1896)

### Musique vocale
- Les Sept Paroles du Christ (1867), oratorio dédié à l’abbé Jean-Gaspard Deguerry, curé de la Madeleine, fusillé en 1871 par les Fédérés à la prison de la Roquette. Pour soli, S.T.B., chœurs et orchestre. Paris, Heugel, "Au ménestrel".
- Le Paradis perdu, oratorio (1878), prix de la ville de Paris (livre d’Édouard Blau d’après Milton)
- plusieurs cantates : L’enlèvement de Proserpine (sur un poème de Paul Collin), Hylas, Bergerette ; Les Vivants et les Morts
- Panis angelicus, en si, pour soprano solo et chœur ad libitum, avec orgue, dédié "à mon ami César Franck" 1893. Nouvelle édition à Paris, chez Heugel, 1925[13].
- Panis angelicus, en ré majeur, pour ténor solo, harpe, violoncelle et orgue, 1893. Paris, chez Heugel.
- Panis angelicus, en si majeur, pour mezzo-soprano, chœur d'hommes. Harpe violoncelle et orgue. 1873. Paris, chez Heugel.
- Messe en mi b, à trois voix (S.T.B.) avec orgue, quintette à cordes et harpe. Paris, Heugel, "Au ménestrel".
- Messe en si mineur, à trois voix (S.T.B.) avec orgue, "dans l'esprit du Motu Proprio". Paris, Heugel, "Au ménestrel".
- Messe en la, à trois voix (S.T.B.) avec orgue. Paris, Heugel, "Au ménestrel".
- Messe à trois voix d'hommes. Paris, Heugel, "Au ménestrel".
- Messe en Fa, à quatre voix (S.A.T.B.) avec orgue. Paris, Heugel, "Au ménestrel".
- Messe solennelle de Saint Rémi, soli et chœurs à quatre voix (S.A.T.B.) avec orgue ou orchestre. Paris, Heugel, "Au ménestrel".
- Messe pontificale à quatre voix (S.A.T.B.) avec orgue ou orchestre (1860-1895). Paris, Heugel, "Au ménestrel".
- Messe brève en Fa, à quatre voix (S.A.T.B.) avec orgue, "dans le style palestrinien". Paris, Heugel, "Au ménestrel".
- Messe pour les morts, soli et chœurs à quatre voix (S.A.T.B.) avec orgue ou orchestre. Paris, Heugel, "Au ménestrel".
- Petite messe pour les morts, soli et chœurs à trois voix (S.T.B.) avec orgue. Paris, Heugel, "Au ménestrel".
- 8 Tantum ergo. Paris, Heugel, "Au ménestrel".
- 9 Ô salutaris. Paris, Heugel, "Au ménestrel".
- 9 Ave Verum. Paris, Heugel, "Au ménestrel".

### Musique pour orchestre
- Marche héroïque de Jeanne d’Arc

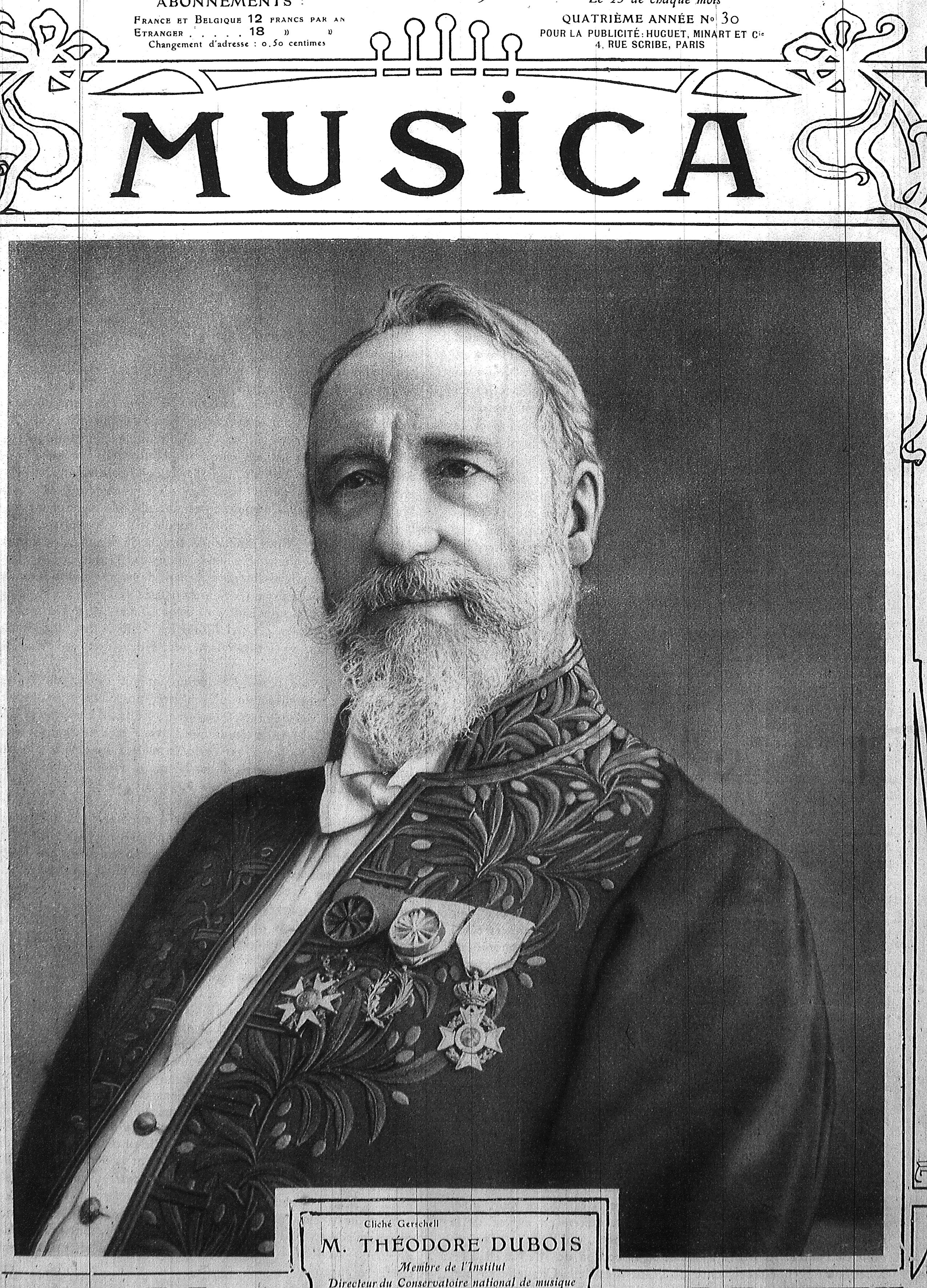
T. Dubois en couverture de Musica et académicien.

- Fantaisie triomphale pour orgue et orchestre
- Hymne nuptial
- Méditation, Prières pour cordes, hautbois, harpe et orgue
- Concerto-Capriccioso pour piano & orchestre
- Concerto pour piano & orchestre no 2
- Concerto pour violon & orchestre’’
- Suite pour piano & orchestre à cordes
- Suite concertante pour violoncelle, piano & orchestre
- Andante cantabile pour violoncelle & orchestre
- Fantaisie-Stück pour violoncelle & orchestre
- Notre-Dame de la Mer, poème symphonique
- Adonis, poème symphonique lire en ligne sur Gallica
- Symphonie française (1908)
- Symphonie no 2 (1912)
- Symphonie no 3 (1915)
- Fantasietta (1917).
- Fantaisie pour harpe et orchestre

### Musique pour orgue
De nombreuses pièces pour orgue et pour harmonium, dont :
- Caprice mélodique et prière, 1868, Paris, Alexandre père et fils.
- Fantaisie pastorale, 1868, Paris, Alexandre père et fils.
- La Toccata en sol majeur jouée en l'Église Saint-Nicolas de Garche par Raphaële Garreau de LabarreDouze pièces pour orgue ou piano-pédalier : 1. Prélude (fa) – 2. Offertoire (mi) – 3. Toccata (sol) – 4.Verset de Procession (ré) – 5. Offertoire (mi b) – 6.Verset-Choral (la m.) – 7. Fantaisie (mi) – 8. Méditation (mi b) – 9. Marche des Rois Mages (mi) – 10. Offertoire (mi b) – 11. Cantilène Nuptiale (la b) – 12. Grand Chœur (si b), 1886, Paris, A. Leduc.
- Dix Pièces pour orgue ou harmonium : 1. Entrée (sol mineur) – 2. Entrée-Carillon (fa majeur) - 3. Offertoire (si mineur) - 4. Offertoire (mi majeur) - 5. Élévation (ré majeur) - 6. Élévation (si majeur) - 7. Communion (sol bémol majeur) - 8. Communion (sol majeur) - 9. Sortie-Fughetta (ré majeur) - 10. Sortie (la majeur), 1887, Paris, A. Leduc.
- 3 Pièces pour Grand Orgue : 1. Praeludium grave (mi b) – 2. Adoratio et Vox Angelica (la) – 3. Hosanna ! «Chorus magnus» (ut), 1890, Boston, Arthur P. Schmidt.
- Messe de Mariage - Cinq pièces pour orgue : 1. Entrée du Cortège – 2. Bénédiction Nuptiale – 3. Offertoire – 4. Invocation – 5. Laus Deo (Sortie), , 1891, Paris, A. Leduc.
- Douze Pièces Nouvelles pour orgue ou piano-pédalier : 1. Prélude (ré mineur) et Fugue (ré majeur) – 2. Chant Pastoral (do mineur) – 3. Cortège Funèbre (fa mineur) – 4. La Fête-Dieu (do majeur) – 5. Canon (la bémol majeur) – 6. Alleluia (mi bémol majeur) – 7. Noël (la mineur) – 8. Fiat Lux (mi majeur) – 9. In Paradisum (sol majeur) – 10. Offertoire (ré mineur) – 11. Thème Provençal varié (do mineur) – 12. Marche Triomphale (mi bémol majeur), 1893, Paris, A. Leduc.
- Seven Pieces for Organ : 1. Prélude (ut mineur) - 2. Cantilène religieuse (ut majeur) - 3.Marcietta (fa majeur) - 4. Interlude (mi bémol) - 5. Prière (ré majeur) - 6. Postlude-Cantique (mi bémol majeur) - 7.Marche-Sortie (sol majeur), 1898, Londres, Novello.
- Offertoire pour la Fête de l’Ascension « Ascendit Deus », 1902, Paris, Heugel.
- Entrée, 1907, Paris, Heugel.
- Postlude, 1907, Paris, Heugel.
- Deux Petites Pièces pour orgue ou harmonium : 1. Petite pastorale Champenoise (fa) - 2. Prélude (mi b), 1910, Paris, Heugel.
- Dix Pièces pour Grand Orgue : 1. Entrée (mi b) – 2. Pièces canonique (sol) – 3. Déploration la m/M) – 4. Pastorale (si) - 5. Prélude (sol m.) – 6. Fugue (sol m.) – 7. Évocation (ré) – 8. Introduction-Fantaisie ; Fughetta et Coda (ré b) – 9. Imploration (ré m.) – 10. Sortie « Grand Chœur » (mi), v. 1921, Paris, Heugel.
- Fantasietta avec variation sur un Thème provençal, 1922, New-York, G. Schirmer,
- Quarante deux pièces pour orgue sans pédalier ou harmonium, 1926, Paris, Heugel.

#### Transcriptions
- Marche héroïque de Jeanne d’Arc, transcrite de l’orchestre, 1888, Reims, E. Mennesson.
- Fantaisie triomphale, transcrite de l’orchestre, 1889, Chicago, Clayton et Summy.
- 12 Transcriptions pour Grand Orgue. Paris, A. Durand & Fils, 1917.

##### 1reSérie
1. Alleluia du Messie (Haendel)
2. Marche d’Athalie (Mendelssohn)
3. Marche (nuptiale) du Songe d’une nuit d’Été (Mendelssohn)
4. Introduction du 3e Acte et Chœur des Fiançailles de Lohengrin (R. Wagner)
5. Marche religieuse de Lohengrin (R. Wagner)
6. Marche de Tannhaüser (R. Wagner)

##### 2eSérie
1. (7.) Marche-Gavotte de Josué (Haendel)
2. (8.) Psaume XVIII I Cieli Immensi (Marcello)
3. (9.) Chœur de Paulus (Mendelssohn)
4. (10.) Chœur Mystique de Faust (Schumann)
5. (11.) Prélude de Lohengrin (R. Wagner)
6. (12.) Introduction du 3e Acte et Chœur des Pèlerins de Tannhaüser (R. Wagner)

### Musique de chambre
- Sonate pour violoncelle et piano en ré majeur (1906) dédiée à Paul Taffanel
- Des pièces pour piano : Chœur et Danse des Lutins, Six poèmes sylvestres, Poèmes alpestres, Poèmes virgiliens[14]…
- Quatuor pour violon, alto, violoncelle et piano (1907)
- De la musique de chambre : trios, quatuors, quintette, septuor, octuors, nonette, dixtuor, etc.

## Ses écrits
- Notes et études d’harmonie pour servir de supplément au Traité d’harmonie de Reber, Paris, Heugel, 1889.
- Traité de contrepoint et de fugue par Théodore Dubois, Paris, Heugel, 1901.
- Traité d’harmonie théorique et pratique, Paris, Heugel, s. d. [1921?] (Le copyright des Réalisations des basses et chants du Traité d’harmonie par Théodore Dubois (réalisations de l’auteur), Paris, Heugel, est daté de 1921). Utilisé fréquemment au Conservatoire de Paris et ailleurs.
- Journal, ouvrage présenté et annoté par Charlotte Segond-Genovesi & Alexandre Dratwicki, Symétrie, Lyon, 2012  (ISBN 978-2-914373-79-1).
- Souvenirs de ma vie, présentés et annotés par Christine Collette-Kléo, Symétrie, coll. Perpetuum mobile, Lyon, 2009  (ISBN 978-2-914373-42-5).

## Enregistrements
- Théodore Dubois, Organiste de Paris à la Belle Époque, Vol 1 (2004), Helga Schauerte-Maubouet, Orgue Merklin Cathédrale de Moulins (F) Syrius 141382.
- Théodore Dubois, Messe solennelle de Saint-Rémi, Messe de la délivrance (2010), Chanteurs de Sainte-Thérèse, Nouveau Monde Philharmonic Chorus, Nouveau Monde Philharmonic Orchestra, Ottawa Classic Choir, Tremblant Chorus, Maria Knapik, soprano, Marc Boucher, baryton, Jean-Willy Kunz, orgue, Michel Brousseau, chef, ATMA ACD22632.
- Théodore Dubois, Fantaisie-Stück pour violoncelle & orchestre, Suite concertante pour violoncelle, piano & orchestre, Concerto-capriccioso pour piano et orchestre, In memoriam mortuorum, Andante cantabile pour violoncelle & orchestre, Marc Coppey (violoncelle), Jean-François Heisser (piano & direction d’orchestre), Orchestre Poitou-Charentes, 1 CD MIRARE 2011.
- Théodore Dubois, Concerto pour violon et orchestre, Frédéric Pelassy (violon), Orchestre National Philharmonique de Kosice dirigé par Zbynek Müller, BNL 112964 2011.
- Théodore Dubois, Concerto pour piano no 2, ouverture de Frithiof, Dixtuor, Vanessa Wagner, piano, Les Siècles, dir. François Xavier Roth [1CD] 2012 Harmonia Mundi.
- Théodore Dubois, Concerto-capriccioso pour piano et orchestre en ut mineur, Concerto pour piano et orchestre no 2 en fa mineur, Suite pour piano et orchestre à cordes en fa mineur : Cédric Tiberghien, BBC Scottish Symphony Orchestra, Andrew Manze - Hyperion 2013 (Collection Le Concerto romantique pour piano, Vol. 60)
- Théodore Dubois, Aben-Hamet, Atelier Lyrique de Tourcoing, Jean-Claude Malgoire, 2 CD ALT, mars 2014.

### Écouter une œuvre
In Paradisum (no 9 des 12 Pièces Nouvelles pour orgue, 1893). Cette pièce illustre parfaitement le style romantique à l’orgue.

#### Registration
- Grand Orgue : Quintaton 8 (solo)
- Positif : Bourdon 8
- Récit expressif : Gambe et Voix Céleste
- Pédalier : Bourdon 16
- Tirasse Positif

#### Analyse
- L’œuvre se divise en trois sections enchaînées. Dans la première, le thème, exposé sur le quintaton, est accompagné par le bourdon à la main droite, qui développe des guirlandes d’accords arpégés, sur le rythme lent de la basse de pédale.
- La seconde section est une douce méditation sur la voix céleste donnant une impression d’élévation.
- La dernière section reprend le thème initial mais cette fois, une voix supplémentaire s’ajoute à la partie soliste pour donner plus d’intensité à l’exposé final.